# Charles Laugier
Charles Hyppolite Laugier (n. 21 ianuarie 1875, Cernele, România – d. 16 august 1930, Craiova, România) a fost un medic din România de origine franceză care, s-a remarcat în domeniul educației sanitare, al igienei, precum și al profilaxiei și combaterii unor epidemii din zona Olteniei, la începutul secolului al XX-lea. A avut, de asemenea, contribuții notabile în ce privește organizarea asistenței sanitare în Oltenia.
Printre preocupările sale s-au aflat atât etnografia regiunii în care a profesat, cât și dezvoltarea culturală a locurilor, precum și educația științifică a tinerelor generații și a adulților.
Activitatea sa prodigioasă, din domeniul promovării sănătății și a eradicării diverselor epidemii, a făcut să fie supranumit „Carol Davila al Olteniei”.

## Primii ani și formarea profesională

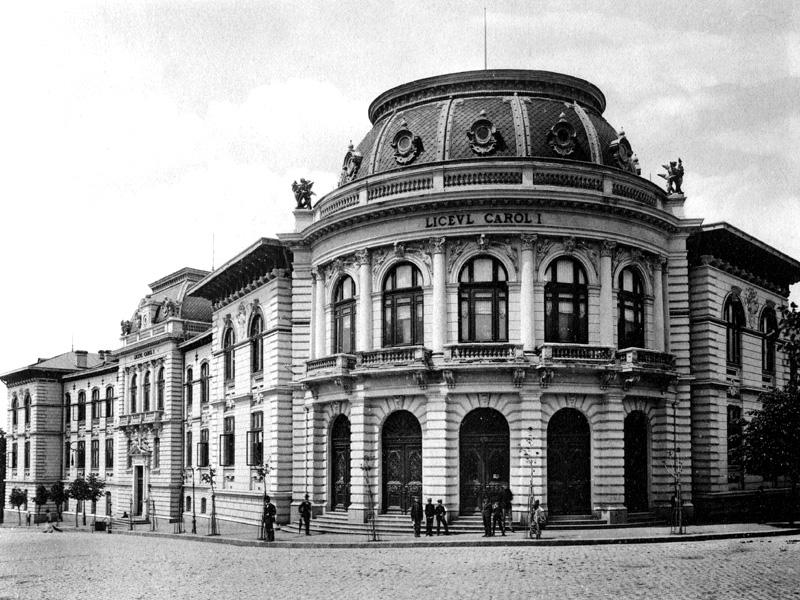
Liceul Carol I din Craiova, în jurul anului 1900.

Charles Laugier s-a născut la 21 ianuarie 1875 la Cernele, în familia inginerului constructor și urbanistului Victor Laugier, venită din Franța și naturalizată în Regatul României. Conform unei alte surse, Victor Laugier a fost însă specialist în poduri și șosele. Acesta a contribuit la edificarea a numeroase lucrări publice în România, drept care a fost decorat și la cererea sa, a primit cetățenia română.
Născut lângă Craiova, viitorul medic a absolvit în același oraș Institutul privat Gustav Arnold (1882-1885), precum și în anul 1892 liceul Carol I (ale cărui cursuri le-a frecventat începând cu anul 1887).
În 1898, a devenit licențiat în medicină și chirurgie la universitatea de profil din București. Ulterior, a intrat inițial ca extern și ulterior ca intern, la catedra de Chirurgie Infantilă a profesorului Râmniceanu, pentru o perioadă de trei ani, la Spitalul de Copii din București. Timp de un an și jumătate a lucrat apoi la Ospiciul Mărcuța. Atras de medicina socială, Dr. Laugier a hotărât să devină igienist.

## Cariera

### În perioada modernizării organizării serviciilor sanitare rurale
A profesat în anul 1900 ca medic în Romanați în plășile Oltețu de Sus și Oltețu de Jos până la 27 septembrie, când a fost transferat pe aceeași funcție la plasa Ocolu din Dolj, unde a profesat până la sfârșitul anului 1902. De aici, a plecat în luna ianuarie 1903 ca medic generalist în Gorj, pentru ca, ulterior, să fie numit inspector sanitar adjunct în luna aprilie a anului următor. În anul 1905, a promovat examene prin care a fost confirmat ca medic generalist în Gorj. În toată această perioadă, s-a făcut remarcat atât prin preocupările sale legate de aplicarea pe teren a metodelor de igienă, cât și prin activitatea de instruire a agenților sanitari (auxiliari ai medicilor districtuali din mediul rural), foarte puțini în acele timpuri. Activitatea sa a avut ca țintă depistarea timpurie a bolilor infecto-contagioase cu potențial epidemic și Laugier a impus ca, dezinfectarea locuințelor din satele contaminate să se facă în prezența sa.
În anul 1904, datorită ministrului de interne Vasile Lascăr, s-a realizeazat prin „Legea pentru organizarea comunelor rurale” și prin „Regulamentul pentru serviciul sanitar rural” o reformă a serviciilor sanitare din mediul rural, care urma să fie completată patru ani mai târziu printr-o altă lege. Reforma din 1904 a impus înființarea unor cercuri rurale, care erau asociații de comune cu un venit anual mai mare de 8.000 de lei. Acestea au avut obligația de a întreține minim o moașă, un agent sanitar și o infirmerie, ultima, cu adevărat o instutuție nouă, devind echivalent al pavilionului spitalicesc de izolare a cazurilor de boli contagioase. Deși teoretic ar fi trebuit să fie înființat un anumit număr de infirmerii rurale, lipsa de medici, de agenți sanitari cu suficiente cunoștințe și lipsa de fonduri au limitat semnificativ apariția acestora. Cel mai important factor a fost reprezentat de lipsa medicilor, al căror număr a rămas același, ei fiind obligați să asigure asistența medicală a unor circumscripțiii sanitare imense ca suprafață și ca populație (de exemplu în 1905, în județul Mehedinți existau doar trei circumscripții cu peste 35.000 de locuitori, sediul circumscripției și respectiv locuința medicului aflându-se la 38-43 km de cea mai îndepăratată localitate și numărul de localități într-o circumscripție variind între 24 comune și 53 cătune și 29 comune și 79 cătune.
Spre diferență de numărul personalului medical superior, a crescut totuși masa personalului medical inferior, agenții sanitari ocupând al doilea loc ca și importanță în serviciile sanitare rurale și în ce privește igienizarea lumii țărănești. Pentru a crește numărul acestora, s-au deschis școli speciale pentru instruirea lor, mai întâi pe lângă Institutul de Bacteriologie și apoi la Craiova în 1908, la Galați în 1909 și la Iași în 1914. În contrast cu agenții sanitari apăruți în preajma anului 1904 însă, antecesorii acestora, respectiv subchirurgii care puteau funcționa și ca agenți sanitari și ca agenți vaccinatori conform regulamentului din anul 1894, au fost bine apreciați de medici. Subchirurgii fuseseră selecționați doar dintre tinerii care urmaseră patru clase și-și satisfăcuseră serviciul militar, pregătirea lor, care dura timp un an, fiind realizată pe lângă spitalele civile și militare. Spre diferență de aceștia, agenții sanitari au beneficiat în anul 1904 de o pregătire de trei luni, care a crescut la șase luni în perioada 1905-1906 și de abia în perioada 1906-1907, la un an.
Din luna aprilie 1908, Laugier a revenit în Dolj, tot ca medic generalist. În același an a fost numit medic primar al județului Dolj și subinspector. În această calitate a colaborat, de regulă, cu medicii coordonați și supravegheați de el. Determinat în acțiuni, inteligent și dotat cu o minte sintetică, a urmărit un plan bine conceput de organizare a luptei cu epidemiile și cu bolile asociate acestora, la baza cărora stăteau cauze sociale. A avut de altfel avantajul familiarizării anterioare cu starea generală a județului, precum și pe cel al dispuneri de o colecție de date statistice semnificative.
În contextul în care în anul 1908 Ion Cantacuzino a preluat poziția de director al Serviciului Sanitar civil, acesta a reușit să promoveze o nouă lege sanitară, asociată ulterior cu numele său, doi ani mai târziu. „Legea Cantacuzino”, care a reglementat activitatea sanitară din România, a fost inspirată din modelul francez. Conform acesteia, selecționarea medicilor se făcea prin concurs, numirea definitivă a lor făcându-se doar după efectuarea unui stagiu de la post. De asemenea, aceștia au fost obligați să urmeze periodic cursuri de actualizare a formării profesionale. Aceeași lege a impus preluarea personalului sanitar de la autoritățile locale și transferarea sa sub jurisdicția statului, precum și centralizarea tuturor fondurilor de sănătate publică, înființarea unor laboratoare de diagnostic bacteriologic regionale și de spitale, pavilioane de izolare și infirmerii rurale. La rândul său, medicul a dobândit dreptul de a lua toate măsurile sanitare care se impuneau, în corelație cu situația sanitară locală.
Din poziția deținută, Cantacuzino a organizat în opt județe servicii sanitare conforme cu dispozițiile din anul 1904, precum și laboratoare de bacteriologie în principalele orașe ale țării, în timpul mandatului său. De asemenea, la 1 octombrie 1908 a fost înființată la Craiova o școală pentru agenții sanitari.
 Aplicarea modelului respectiv de organizare a serviciilor sanitare rurale se va generaliza începând din anul 1910, treptat, accelerarea modernizării organizării sanitare a lumii rurale fiind totuși, consemnată, în primul deceniu al secolului al XX-lea.
De numele lui Charles Laugier este legată înființarea școlii de agenți sanitari de la Craiova, căreia i-a redactat un regulament preluat ulterior de celelalte școli similare din țară și pe care a condus-o. A publicat manuale, pentru elevii săi. Beneficiind de un nivel superior de educație și instruire, absolvenții școlii craiovene pentru agenți sanitari s-au răspândit în toată România, printre ei aflându-se și Nicolae Popescu, agent sanitar din Gorj și discipol al doctorului Charles Laugier. Colaborator competent al lui Laugier în zona Gorjului, acesta și-a urmat șeful la Craiova, unde a ajuns profesor la școala de agenți sanitari și funcționar civil al Inspectoratului Școlar Sanitar din Oltenia.
Din poziția sa, în anul 1911 Laugier a avut succes în combaterea epidemiei de holeră din județul Dolj, de la Sadova.

### Anii de război
În 1913, în timpul celui de-Al Doilea Război Balcanic, s-a confruntat din nou cu holera, încadrat fiind ca medic în cadrul armatei.
În timpul participării României la Primul Război Mondial, Laugier a profesat tot în cadrul armatei, în perioada de început conducând unul dintre serviciile de ambulanță pe frontul din Transilvania. În a doua parte a războiului, a înființat și a condus activitatea unui pavilion dedicat bolnavilor de tifos exantematic, la Spitalul „Socola” din Iași. S-a ocupat, de asemenea, de repatrierea răniților de război.

### Epoca interbelică
La 1 ianuarie 1919, a fost numit cu delegație ca Inspector sanitar general al Olteniei. A fost confirmat în funcție în luna iulie 1919, devenind și director al Regiunii I Sanitare Oltenia. Numit într-o perioadă de recurență a tifosului exantematic, atenția sa s-a îndreptat către dezvoltarea rețelei de spitalele rurale și de boli contagioase, precum și către Spitalul Filantropia din Craiova, care s-a dezvoltat astfel într-o unitate medicală modernă, cu șase secții: Chirurgie, Maternitate, Medicină internă, Dermatologie și Boli venerice, Radiologie, Pediatrie. Printre demersurile sale s-a numărat, de asemenea, cel de schimbare a medicului de plasă cu cel rural, numit oficial pe loc.
În 1923, a fost primul din România care a emis teoria unei avitaminoze, episod legat de consemnarea distribuției pelagrei în Oltenia.
Datorită unei campanii derulate împotriva malariei, concepută după un plan propriu, în 1924 s-a constatat scăderea ratei mortalității bolnavilor de la 28 % la 2,3 %. Tot sub administrația sa, a progresat și asistența oferită bolnavilor de sifilis. În ce privește tuberculoza, ca și președinte al filialei locale a Societății pentru tratarea tuberculozei, a transformat spitalul din Cărbunești într-un spital de profil, a pus lângă Craiova bazele sanatoriului din Leamna, a închis la Olănești sanatoriul doctorului Puțureanu, divedind ineficiența serului antituberculos folosit de acesta și a organizat o campanie de vaccinare a nou-născuților cu vaccin BCG. Printre bolile combătute de el s-au numărat și cele venerice, precum și prostituția.
De numele său este legată astfel apariția spitalelor de la Strehaia și Dăbuleni, ridicarea Sanatoriului Leamna și dotarea Sanatoriului Geoagiu, modernizarea Spitalului de Boli Contagioase Craiova, precum și reorganizarea Spitalului Filantropia Craiova, alături de construcția de noi pavilioane ale acestuia.
Activitatea sa de combatere a epidemiilor nu s-a limitat numai la episodul de holeră de la Sadova, Dr. Charles Laugier implicându-se și în stoparea epidemiilor de cărbune din Gorj și a celei de difterie de la Beharca.
Ca și expert capabil să furnizeze soluții practice, Laugier a jucat un rol important în ce privește elaborarea legilor sanitare ale epocii și a fost solicitat, de către administrația centrală a României, cu privire la aspecte care țineau de igienă, fiind și cel sub supravegherea căruia a fost fondată Societatea de Igienă din București.
Nici educația tinerelor generații nu a fost uitată, Laugier militând pentru reintroducerea premiilor în cărți, destinate elevilor sârguincioși ai școlilor secundare craiovene. De asemenea, a scris un manual de igienă destinat școlilor secundare și a creat posturi pentru medici școlari, aceștia fiind destinați, în locul profesorilor de științe ale naturii, să predea igiena.

### Omul de știință
Împreună cu D. Vernescu, a fondat în anul 1902 la Craiova Cercul Medico-Farmaceutic (a cărui activitate inițială a încetat patru ani mai târziu), precum și o filială locală, în același oraș, a  Societății Prietenii Științei din București, la 29 ianuarie 1915, pe care a condus-o. Acesteia i-a adăugat alte filiale în mai multe localități din Oltenia, punându-le la dispoziție câte o bibliotecă și o sală de lectură. Se numără printre fondatorii din anul 1922 ai revistei Arhivele Olteniei (alături de C.D. Fortunescu și alții), pe care a condus-o timp de patru ani. Bustul medicului Ion Augustin, din curtea Spitalului Filantropia din Craiova, a fost ridicat de Charles Laugier.
Charles Laugier are meritul de a fi fost primul care a susținut înființare aunei instituții de învățământ superior, la Craiova. Din anul 1922 a predat la catedra Universității Libere a Prietenilor științei, fondată de către Nicolae Iorga, conform opiniei sale, respectiva universitate privată fiind doar un precursor al unei viitoare universități oficiale.
Tot datorită lui, a luat naștere tipografia Prietenii științei, unde au fost tipărite broșuri de popularizare și cărți științifice. Tot aici a fost tipărită și revista Mișcarea Medicală, în 1928.

### Etnograful
Cercetarea medico-sanitară a fost îmbinată de Dr. Laugier în întreaga sa carieră științifică, cu elemente de medicină magică și empirică ale poporului român, fiind nominalzat de către Nicolae Iorga și Mircea Eliade, alături de nume mari ale cercetării folclorului medical românesc. Etnografia medicală a reprezentat, astfel, un subiect care l-a preocupat toată viața și l-a înscris printre precursorii acesteia, alături de N. Leon și Grigore Grigoriu-Rigo.
Cercetările sale în acest domeniu (superstiții, obiceiuri și tradiții locale, metode de efectuare a farmecelor) le-a strâns în anul 1925 în cartea Contribuțiuni la Etnografia medicală a Olteniei. Cartea a fost una de pionierat în medicina românească și a fost premiată de Academia Română.

## Decesul
La doar 55 de ani, a murit la Craiova la data de 16 august 1930 ca urmare a agravării unei boli netratate, pe fondul executării obligațiilor ce i-au revenit în ce privește conducerea unei delegații oficiale a Ligii Națiunilor.

## Opera științifică și recunoașterea meritelor
| Charles Laugier a publicat 25 de cărți cu tematică medicală și mai multe manuale școlare de igienă: - Rezultatele obținute în buza de iepure simplă congenitală la Spitalul de Copii (1898, Teză pentru doctorat în Medicină și Chirurgie) - Noțiuni asupra geografiei medicale a României (1902) - Cum trebuie să creștem să ferim și să îngrijim copiii (1904) - Sănătatea în Dolj (1910) - Holera în Dolj (1911) - Boalele care însoțesc armatele. Ciuma, tifosul exantematic, dizenteria și holera (1915) - Călăuza sanitarului (1918), în două volume - Igienă și prevederi sociale (1920) - Pelagra în Oltenia (1923) - Contribuțiuni la etnografia medicală a Olteniei (1925) - Noțiuni de igienă pentru școli - Geografia medicală a Olteniei - Pasteur și opera sa - Note despre originea poporului român | Contribuțiile sale în ce privește eradicarea diverselor epidemii și a altor maladii, activitatea sa în domeniul promovării sănătății prin intermediul publicațiilor pe care le-a susținut și prin intermediul fondării de instituții, i-au adus un renume care l-a făcut să fie numit „Carol Davila al Olteniei” și să primească diverse distincții: - Medalia Jubiliară Carol I - Ordinul Coroana României - Ordinul Steaua României - Crucea Meritul Sanitar - Medalia Răsplata muncii pentru construcțiuni școlare În Craiova, numele său este purtat de către Liceul Sanitar. În 2013, la Craiova, a fost lansată o monografie dedicată lui Charles Laugier: Charles Laugier, medic și etnograf. |